# NGC 6226
NGC 6226 في الفهرس العام الجديد، هي مجرة، تقع في كوكبة التنين. اكتشفت في 24 سبتمبر 1862 بواسطة هاينريش لويس دريست، وبواسطة لويس سويفت.

## روابط خارجية
- NGC 6226 على موقع ويكي سكاي: DSS2, SDSS, GALEX, IRAS, Hydrogen α, X-Ray, Astrophoto, Sky Map, Articles and images